# Euronews Roumanie
 (juin 2025).
Euronews Roumanie est une chaîne de télévision roumaine, franchise d'Euronews.

## Historique
Lancée en mai 2022, elle possède plus de 200 journalistes et une rédaction à Bucarest.  Elle propose également une couverture du Parlement européen.